# August 1995
Portal Geschichte | Portal Biografien | Aktuelle Ereignisse | Jahreskalender | Tagesartikel

◄ |
19. Jahrhundert |
20. Jahrhundert
| 21. Jahrhundert

◄ |
1960er |
1970er |
1980er |
1990er
| 2000er | 2010er | 2020er | ►

◄ |
1991 |
1992 |
1993 |
1994 |
1995
| 1996 | 1997 | 1998 | 1999 | ►

◄ |
Mai 1995 |
Juni 1995 |
Juli 1995 |
August 1995 |
September 1995 |
Oktober 1995 |
November 1995 |
►
Dieser Artikel behandelt aktuelle Nachrichten und Ereignisse im August 1995.

## Tagesgeschehen

### Mittwoch, 2. August 1995

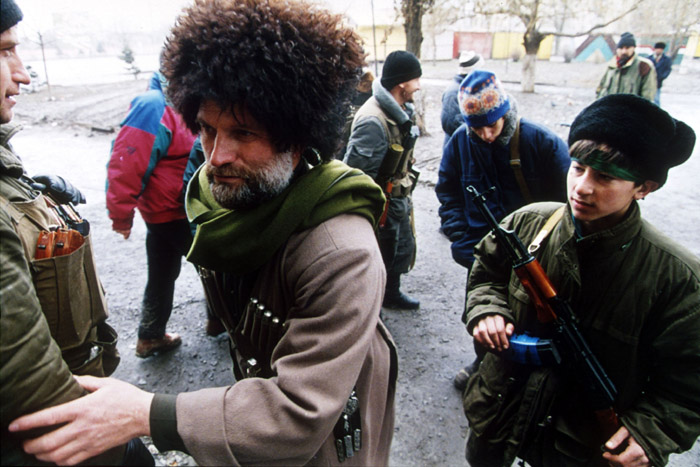
Bewaffnete Zivilisten in Tschetschenien

- Brühl/Deutschland: Die Staatsanwaltschaft Mannheim lässt wegen Flucht- und Verdunkelungsgefahr Peter Graf inhaftieren. Er ist Vater der Tennisspielerin Steffi Graf, die aktuell die WTA-Weltrangliste im Damentennis im Einzel anführt. Beide stehen im Verdacht, Steuern hinterzogen zu haben.[1][2]
- Grosny, Moskau/Russland: Im Krieg um die Unabhängigkeit der Kaukasus-Republik Tschetschenien von Russland wird heute ein Waffenstillstandsabkommen wirksam.[3]

### Freitag, 4. August 1995
- Kroatien: Die kroatischen Streitkräfte beginnen eine Offensive gegen die inoffizielle Republik Serbische Krajina im Süden des Landes, die von den nicht anerkannten Herrschaftsgebieten Republika Srpska und Autonome Provinz Westbosnien militärisch unterstützt wird. Das kroatische Militär dringt 5 km bis 15 km weit in das von Serben beanspruchte Gebiet ein und umstellt die Stadt Knin. Serbische Einheiten rücken im Gegenzug auf kroatische Ortschaften vor.[4]

### Sonntag, 6. August 1995

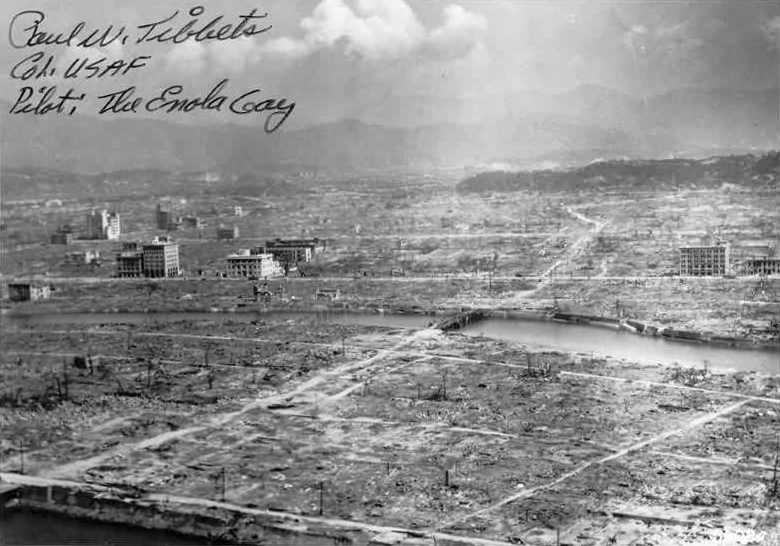
Hiroshima nach dem Atombombenabwurf 1945

- Hiroshima/Japan: Circa 140.000 Menschen gedenken den Opfern des ersten militärischen Einsatzes einer Atombombe vor 50 Jahren. Am 6. August 1945 tötete die amerikanische Bombe Little Boy in Hiroshima unmittelbar 78.000 Menschen. In der Folge starben bis heute annähernd 250.000 weitere Menschen.[5]

### Montag, 7. August 1995
- Jena/Deutschland: Beim Einsturz des Wohngebäudes Roter Turm während Umbaumaßnahmen sterben vier Personen. Es besteht der Verdacht auf fahrlässige Tötung.[6]
- Kroatien: Die Streitkräfte beenden im Krieg gegen Jugoslawien  am vierten Tag erfolgreich die Operation Oluja (deutsch Operation Sturm). Im Kampf gegen paramilitärische Einheiten unter der Flagge der 1991 gegründeten Republik Serbische Krajina gewinnt Kroatien die Kontrolle über circa 10.000 qkm Land, das mehrheitlich von Serben bewohnt wird, aber bereits Teil der ehemaligen Sozialistischen Republik Kroatien war.[7][8]

### Mittwoch, 9. August 1995

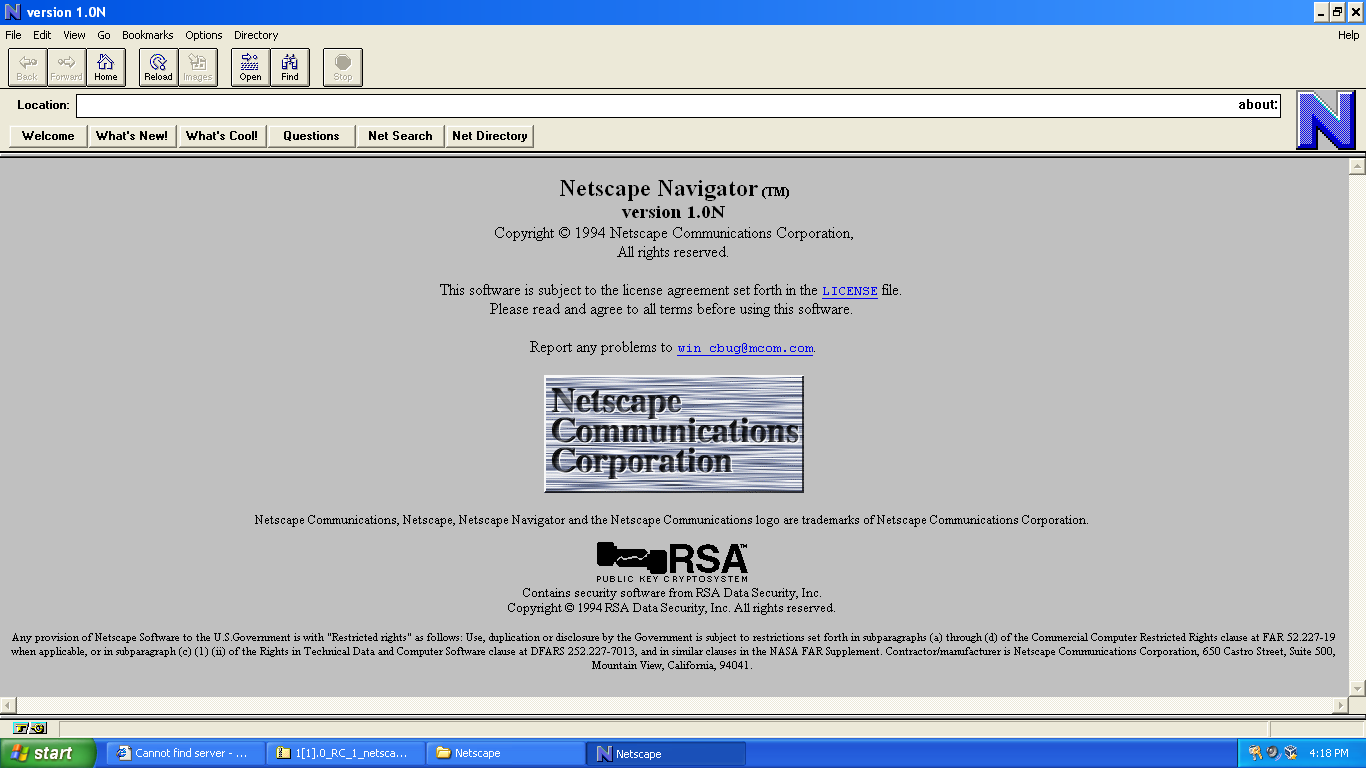
Screenshot des Webbrowsers Netscape Navigator 1.0

- New York/Vereinigte Staaten: Am Tag der Emission der Aktien der Netscape Communications Corporation, einem Unternehmen aus der New Economy, an der New Yorker Wertpapierbörse vergrößert dessen Vorsitzender James H. Clark, der 9,7 Millionen Aktien des Unternehmens hält, sein Vermögen innerhalb eines Tages um 500 Millionen US-Dollar. Netscape vertreibt den Webbrowser Netscape Navigator und hat noch nie Profit verzeichnet.[9]

### Samstag, 19. August 1995
- Abuja/Nigeria: Die am Krieg in Liberia beteiligten Konfliktparteien LDF, LNC, LPC, NPFL, NPFL-CRC, Ulimo-J und Ulimo-K sowie Vertreter liberianischer Zivilorganisationen und politischer Parteien des Landes einigen sich darauf, ihren nationalen Council of State (deutsch Staatsrat) zu respektieren und in Liberia mit Hilfe der Organisation für Afrikanische Einheit und der Vereinten Nationen demokratische Wahlen abzuhalten sowie die vor circa sechs Jahren einsetzenden Gewalttaten zu beenden.[10]

### Sonntag, 20. August 1995
- Firozabad/Indien: Kurz vor dem Bahnhof von Firozabad stößt ein Passagierzug mit einem Hausrind zusammen und kann aus technischen Gründen nicht weiterfahren. Ein weiterer Passagierzug fährt auf den beschädigten Zug auf. Das Unglück fordert mindestens 300 Todesopfer. Mindestens 400 weitere Menschen werden verletzt.[11]

### Donnerstag, 24. August 1995
- Redmond/Vereinigte Staaten: Der Hard- und Softwarehersteller Microsoft Corp. startet den landesweiten Einzelhandelsverkauf des Betriebssystems Windows 95. Lange Schlangen vor vielen Verkaufsstellen weisen auf kommerziellen Erfolg der Software hin.[12]

### Montag, 28. August 1995
- Sarajevo/Bosnien und Herzegowina: Die von Jugoslawien offen unterstützte Armee der Republika Srpska beschießt den stark frequentierten Marktplatz der belagerten Stadt.[13]

### Dienstag, 29. August 1995
- Putrajaya/Malaysia: Premierminister Mahathir bin Mohamad erklärt vor Ort den Baubeginn der Planstadt Putrajaya, des geplanten neuen Regierungssitzes von Malaysia. Der Name der Stadt ist eine Schöpfung des ersten Ministers persönlich, die Endung „jaya“ bedeutet „Erfolg“.[14]
- Tiflis/Georgien: In der Nähe des Präsidenten Eduard Schewardnadse explodiert vor dem Präsidentenpalast eine Bombe. Das Staatsoberhaupt wird leicht verletzt. Erste Spuren deuten auf einen innergeorgischen Konflikt hin – im Gegensatz zum fehlgeschlagenen Attentat auf Schewardnadse im Jahr 1992, das von Angehörigen der Streitkräfte Russlands verübt wurde.[15]

### Mittwoch, 30. August 1995
- Bosnien und Herzegowina: Die Städte Goražde, Pale, Sarajevo und Tuzla sind Zielgebiete zum Auftakt der Operation Deliberate Force des Militärbündnisses NATO. In Abstimmung mit den Vereinten Nationen bombardieren v. a. US-Verbände Stellungen und Objekte der Armee der Republika Srpska, die im Bosnienkrieg mit Unterstützung der Streitkräfte der Bundesrepublik Jugoslawien versucht, die Herrschaft über Bosnien und Herzegowina zu erlangen. Die Republika Srpska entstand 1992 nach einem Referendum und ihre Souveränität wird international kaum anerkannt.[16]

### Donnerstag, 31. August 1995
- Almaty/Kasachstan: Mit einer Wahlbeteiligung von weniger als 40 % billigen die Wähler den neuen Entwurf der Kasachischen Verfassung aus den Händen des diktatorisch regierenden Staatsoberhaupts Nursultan Nasarbajew. Die neue Verfassung räumt der durch Wahl durch das Volk bestimmten Legislative de facto keine Gelegenheit ein, um den Präsidenten per Misstrauensvotum zu entmachten.[17]
- Hannover/Deutschland: Nach Intervention des Bundesvorsitzenden der SPD Rudolf Scharping ist der niedersächsische Ministerpräsident Gerhard Schröder nicht mehr wirtschaftspolitischer Sprecher der Partei. Schröder stellte zuvor die These auf, dass Wirtschaftspolitik nicht zwangsläufig „sozialdemokratisch“, sondern „modern“ sein müsse, und er plädierte dafür, den Spitzenkandidaten der SPD für die kommende Bundestagswahl noch nicht festzulegen. Damit verweigerte er Scharping in diplomatischen Worten seine Unterstützung als Spitzenkandidat.[18]